# Piet Norval
Pieter Piet Norval (Cidade do Cabo, 7 de abril de 1970) é um ex-tenista profissional sul-africano.

## Jogos Olímpicos

### Duplas: 1 (1 prata)
| Posição | Ano  | Campeonato | Piso   | Parceiro       | Oponentes                  | Placar                       |
| Prata   | 1992 | Barcelona  | Saibro | Wayne Ferreira | Boris Becker Michael Stich | 6–7(5–7), 6–4, 6–7(5–7), 3–6 |

## Torneio de final de ano

### Duplas: 1 (1–0)
| Posição | Ano  | Campeonato | Piso | Parceiro       | Oponentes                    | Placar              |
| Campeão | 2000 | Bangalore  | Duro | Donald Johnson | Mahesh Bhupathi Leander Paes | 7–6(10–8), 6–3, 6–4 |

## Finais ATP

### Duplas: 35 (14–21)
| Legenda                     |
| Grand Slam (0)              |
| Torneio de Final de Ano (1) |
| ATP Masters Series (2)      |
| ATP Championship Series (1) |
| ATP Tour (10)               |

| Títulos por Superfície |
| Duro (4)               |
| Saibro (5)             |
| Grama (2)              |
| Carpete (3)            |

| Resultado | No. | Data     | Torneio                              | Superfície | Parceiro           | Oponentes                           | Placar             |
| --------- | --- | -------- | ------------------------------------ | ---------- | ------------------ | ----------------------------------- | ------------------ |
| Vitória   | 1.  | Mar 1991 | Key Biscayne, Estados Unidos         | Duro       | Wayne Ferreira     | Ken Flach Robert Seguso             | 5–7, 7–6, 6–2      |
| Derrota   | 1.  | Abr 1992 | Joanesburgo, África do Sul           | Duro       | Wayne Ferreira     | Pieter Aldrich Danie Visser         | 4–6, 4–6           |
| Derrota   | 2.  | Ago 1992 | Jogos Olímpicos, Barcelona, Espanha  | Saibro     | Wayne Ferreira     | Boris Becker Michael Stich          | 6–7, 6–4, 6–7, 3–6 |
| Vitória   | 2.  | Mar 1993 | Casablanca, Marrocos                 | Saibro     | Mike Bauer         | Ģirts Dzelde Goran Prpić            | 7–5, 7–6           |
| Derrota   | 3.  | Jul 1993 | Gstaad, Suíça                        | Saibro     | Hendrik Jan Davids | Cédric Pioline Marc Rosset          | 3–6, 6–3, 6–7      |
| Derrota   | 4.  | Jul 1993 | Stuttgart, Alemanha                  | Saibro     | Gary Muller        | Tom Nijssen Cyril Suk               | 6–7, 3–6           |
| Vitória   | 3.  | Out 1993 | Bolzano, Itália                      | Carpete    | Hendrik Jan Davids | David Adams Andrei Olhovskiy        | 6–3, 6–2           |
| Derrota   | 5.  | Fev 1994 | Milão, Itália                        | Carpete    | Hendrik Jan Davids | Tom Nijssen Cyril Suk               | 6–4, 6–7, 6–7      |
| Derrota   | 6.  | Abr 1994 | Nice, França                         | Saibro     | Hendrik Jan Davids | Javier Sánchez Mark Woodforde       | 5–7, 3–6           |
| Vitória   | 4.  | May 1994 | Hamburgo, Alemanha                   | Saibro     | Scott Melville     | Henrik Holm Anders Järryd           | 6–3, 6–4           |
| Vitória   | 5.  | Jul 1994 | Stuttgart, Alemanha                  | Saibro     | Scott Melville     | Jacco Eltingh Paul Haarhuis         | 7–6, 7–5           |
| Derrota   | 7.  | Out 1994 | Ostrava, República Checa             | Carpete    | Gary Muller        | Martin Damm Karel Nováček           | 4–6, 6–1, 3–6      |
| Derrota   | 8.  | Mar 1995 | Indian Wells, Estados Unidos         | Duro       | Gary Muller        | Tommy Ho Brett Steven               | 4–6, 6–7           |
| Derrota   | 9.  | Out 1995 | Palermo, Itália                      | Saibro     | Hendrik Jan Davids | Àlex Corretja Fabrice Santoro       | 7–6, 4–6, 3–6      |
| Derrota   | 10. | Abr 1996 | Barcelona, Espanha                   | Saibro     | Neil Broad         | Luis Lobo Javier Sánchez            | 1–6, 3–6           |
| Derrota   | 11. | Jun 1996 | Nottingham, Reino Unido              | Grass      | Neil Broad         | Mark Petchey Danny Sapsford         | 7–6, 6–7, 4–6      |
| Vitória   | 6.  | Jul 1996 | Newport, Estados Unidos              | Grass      | Marius Barnard     | Paul Kilderry Michael Tebbutt       | 6–7, 6–4, 6–4      |
| Vitória   | 7.  | Ago 1996 | Los Angeles, Estados Unidos          | Duro       | Marius Barnard     | Jonas Björkman Nicklas Kulti        | 7–5, 6–2           |
| Derrota   | 12. | Out 1996 | Lyon, França                         | Carpete    | Neil Broad         | Jim Grabb Richey Reneberg           | 2–6, 1–6           |
| Derrota   | 13. | May 1997 | Hamburgo, Alemanha                   | Saibro     | Neil Broad         | Luis Lobo Javier Sánchez            | 3–6, 6–7           |
| Derrota   | 14. | Mar 1998 | Rotterdam, Holanda                   | Carpete    | Neil Broad         | Jacco Eltingh Paul Haarhuis         | 6–7, 3–6           |
| Derrota   | 15. | Jul 1998 | Båstad, Suécia                       | Saibro     | Lan Bale           | Magnus Gustafsson Magnus Larsson    | 4–6, 2–6           |
| Vitória   | 8.  | Ago 1998 | Umag, Croácia                        | Saibro     | Neil Broad         | Jiří Novák David Rikl               | 6–1, 3–6, 6–3      |
| Derrota   | 16. | Out 1998 | Basel, Suíça                         | Duro (c)   | Kevin Ullyett      | Olivier Delaître Fabrice Santoro    | 3–6, 6–7           |
| Derrota   | 17. | Jan 1999 | Doha, Catar                          | Duro       | Kevin Ullyett      | Alex O'Brien Jared Palmer           | 3–6, 4–6           |
| Derrota   | 18. | Out 1999 | Viena, Áustria                       | Duro (c)   | Kevin Ullyett      | David Prinosil Sandon Stolle        | 3–6, 4–6           |
| Vitória   | 9.  | Out 1999 | Lyon, França                         | Carpete    | Kevin Ullyett      | Wayne Ferreira Sandon Stolle        | 4–6, 7–6, 7–6      |
| Vitória   | 10. | Nov 1999 | Estocolmo, Suécia                    | Duro (c)   | Kevin Ullyett      | Jan-Michael Gambill Scott Humphries | 7–5, 6–3           |
| Derrota   | 19. | Mar 2000 | Santiago, Chile                      | Saibro     | Lan Bale           | Gustavo Kuerten Antônio Prieto      | 2–6, 4–6           |
| Vitória   | 11. | Abr 2000 | Estoril, Portugal                    | Saibro     | Donald Johnson     | David Adams Joshua Eagle            | 6–4, 7–5           |
| Vitória   | 12. | Jun 2000 | Nottingham, Reino Unido              | Grama      | Donald Johnson     | Ellis Ferreira Rick Leach           | 1–6, 6–4, 6–3      |
| Derrota   | 20. | Out 2000 | Toulouse, França                     | Duro (c)   | Donald Johnson     | Julien Boutter Fabrice Santoro      | 6–7, 6–4, 6–7      |
| Vitória   | 13. | Out 2000 | Basel, Suíça                         | Carpete    | Donald Johnson     | Roger Federer Dominik Hrbatý        | 7–6, 4–6, 7–6      |
| Derrota   | 21. | Nov 2000 | Stuttgart, Alemanha                  | Duro (c)   | Donald Johnson     | Jiří Novák David Rikl               | 6–3, 3–6, 4–6      |
| Vitória   | 14. | Dez 2000 | Tennis Masters Cup, Bangalore, Índia | Duro       | Donald Johnson     | Mahesh Bhupathi Leander Paes        | 7–6, 6–3, 6–4      |